# Skunk Anansie
Skunk Anansie je britanski rock sastav, jedan od kultnih sastava 1990-ih osnovan 1994. godine u Londonu. Članove sastava čine glavni vokal Skin (Deborah Anne Dyer), basist Cass (Richard Keith Lewis),  gitarist Ace (Martin Ivor Kent) i bubnjar Mark Richardson. 
Naziv grupe dolazi iz izvedenice riječi Anansi što je u jamajkanskim narodnim pričama naziv za čovjeka pauka, potom su dodali "skunk" (eng. tvor, nitkov) da bi ime zvučalo "opasnije".

## Povijest (1994. – 2001.)
Grupa je prvi put nastupala u ožujku 1994. godine londonskom klubu Splash. 1995. godine proglašeni su najboljim novim britanskim sastavom od strane čitaoca časopisa Kerrang!. Na dodijeli nagrada te godine sastav je našao zamjenu za dotadašnjeg bubnjara. Nakon audicije, Mark Richardson pridružio se sastavu i ubrzo nakon toga njihova dva singla Feed i Selling Jesus našla su se na soundtracku filma Strange Days. 
Selling Jesus bio je njihov drugi po redu singl pušten na radiju, nakon singla Little Baby Svastikkka.
1996. godine časopis Kerrang! izglasao ih je za najbolji britanski live nastup, a 1997. godine na MTV Europe dodijeli nagrada nominirani su za najbolju grupu i najbolji live nastup.
Prva dva albuma Paranoid and Sunburnt i Stoosh objavljena su 1995. i 1996. godine, treći album Post Orgasmic Chill izašao je 1999. godine. 
Od 1994. do 2001. sastav je sebe tjerao do maksimuma. Nastupali su sa sastavima U2, Prodigy, Rammstein, The Sex Pistols, Muse, Staind, Aerosmith i Feeder. U sedam godina prodali su 5 milijuna albuma i proslavili se singlovima Charlie big potato, Weak, Hedonism, Selling Jesus, Secretly, Brazen, I Can Dream i Lately.
Često su prozivani političkim sastavom koji je svoju publiku upozoravao da ne budu političke ovce za klanje. Sami su sebe okarakterizirali kao mješavinu heavy metala i "feminističkog crnačkog bijesa".
Nakon raspada grupe 2001. godine svatko je krenuo svojim putem.
Ace je nastavio karijeru albumom Still hungry. Mark Richardson je postao bubnjar u grupi Feeder, a Skin je krenula sa solo karijerom.

## Povratak 2009.
Grupa je najavila povratak na scenu 2009. godine. Nedugo nakon toga, u listopadu, započeli su europsku turneju pod nazivom Greatest Hits. Album najvećih hitova, Smashes and Trashes izašao je u studenom 2009. godine. To je bio prvi studijski album nakon Post Orgasmic Chilla 1999. godine, na kojem su se našle i neobjavljene pjesme Tear The Place Up, Because Of You i Squander. 
Nova pjesma My Ugly Boy ujedno je bila i najava za četvrti studijski album Wonderlustre koji je izdan u listopadu 2010. godine. Na 12 novih pjesama surađivali su i Jeremy Wheatley (Depeche Mode), Chris Sheldon (Foo Fighters, Radiohead, Pixies), Cenzo Townshend (U2, Snow Patrol, Kaiser Chiefs).

## Diskografija
Studijski albumi
- Paranoid & Sunburnt (1995.)
- Stoosh (1996.)
- Post Orgasmic Chill (1999.)
- Wonderlustre (2010.)
- Black Traffic (2012.)
- Anarchytecture (2016.)